# Gemünden am Main
Pour les articles homonymes, voir Gemünden.
Gemünden am Main est une ville allemande située le long de la rivière Main dans le district de Basse-Franconie et l'arrondissement de Main-Spessart, en Bavière.
La ville de Gemünden est située au confluent de la Saale franconienne et de la rivière Main dans laquelle la Saale franconienne se jette.
Elle est le siège de la communauté administrative de Gemünden am Main qui regroupe les trois communes de Gössenheim, Gräfendorf et Karsbach et comptait en 2005 4 586 habitants pour une superficie de 85,5 km2.
Un château domine la cité de Gemünden. Ce vaste bâtiment abrite aujourd'hui un musée consacré à la photographie, au cinéma et au son. Le château permet l'organisation, chaque année, en période estivale, d'expositions artistiques.
Gemünden accueille depuis 2007, un festival de musique heavy metal.

## Personnalités liées à la ville
- Caspar Haeusler (1854-1938), homme politique né à Gemünden am Main.
- Heinz Peter Knes (1969-), photographe né à Gemünden am Main.